# De Yuan Hong
Dr. De Yuan Hong (1936) es un botánico y profesor chino, y desde 1991 es académico de número de la "Academia China de Ciencias.
Se graduó en el "Departamento de Biología de la Universidad de Fudan, y recibió un M.Sc. del Instituto de Estudios Botánicos, en 1966
- La abreviatura «D.Y.Hong» se emplea para indicar a De Yuan Hong como autoridad en la descripción y clasificación científica de los vegetales.[3]